# Arika
Az Arika női név eredete bizonytalan. Lehet az Arikán alakváltozata, de az Aranka önállósult beceneve is.

## Rokon nevek
Annaréka, Arikán, Aranka, Réka

## Gyakorisága
Az újszülötteknek adott nevek körében az 1990-es években szórványosan fordult elő. A 2000-es és a 2010-es években sem szerepelt a 100 leggyakrabban adott női név között.
A teljes népességre vonatkozóan az Arika sem a 2000-es, sem a 2010-es években nem szerepelt a 100 leggyakrabban viselt női név között.

## Névnapok
augusztus 17.,